# 嘉祥県
嘉祥県（かしょう-けん）は、中華人民共和国山東省済寧市に位置する県。県政府所在地は嘉祥街道。

## 歴史
1147年（皇統7年）、金朝は巨野県及び任城県の一部に嘉祥県を新設した。県名は『春秋』の「西獰獲麟」に由来し「吉祥」であるこより命名された。当初は山東西路に属したが元朝が成立すると山東東西道済寧路（後に東平路、済州に移管）された。1279年（至元16年）に単州に移管、明朝が成立すると1371年（洪武4年）に山東布政司済寧府の管轄とされた。1385年（洪武18年）に兗州府に移管、更に清朝が成立すると1735年（雍正13年）に兗州府済寧州、1776年（乾隆41年）には済寧直隷州とされた。
中華民国が成立すると1913年（民国2年）には山東省岱南道（翌年済寧道と改称）の管轄とされた。1928年（民国17年）5月、道制廃止に伴い山東省の直轄とされた。
日中戦争が勃発すると、中華民国臨時政府（後に汪兆銘政権に合流し華北政務委員会に改組）の支配地域となり山東省魯西道（翌年7月に兗済道と改称）の管轄とされた。しかし同時期に中国共産党は抗日運動を同地区で展開、1944年（民国33年）10月に冀魯豫十一専署巨南弁事処の下に嘉祥県抗日民主政府を設置、1945年に勃発した国共内戦では11月に冀魯豫三専署、1946年（民国35年）1月には冀魯豫七専署、1946年3月には冀魯豫二専署、同年11月には冀魯豫七専署。と頻繁な組織変更を受けている。
1949年8月、嘉祥県は平原省湖西専区の管轄となり中華人民共和国の成立を迎えた。1952年11月、平原省は意思に伴い山東省に移管、1953年には済寧地区に移管されている。1958年11月、嘉祥県は廃止となり済寧市に編入されたが、1962年1月に再設置されている。1983年10月に新設された地級市である済寧市に移管され現在に至る。
紙坊鎮に済寧曲阜空港がある。

## 行政区画
下部に3街道、12鎮を管轄する。
- 街道:嘉祥街道、臥竜山街道、万張街道
- 鎮:紙坊鎮、梁宝寺鎮、疃里鎮、馬村鎮、金屯鎮、大張楼鎮、馬集鎮、孟姑集鎮、老僧堂鎮、仲山鎮、満硐鎮、黄垓鎮